# Тойвонен, Калерво
Каарло Калерво Тойвонен (фин. Kaarlo Kalervo Toivonen; 22 января 1913 — 25 июля 2006) — финский легкоатлет, призёр Олимпийских игр.
Каарло Калерво Тойвонен родился в 1913 году в Сало, Великое княжество Финляндское. В 1936 году на Олимпийских играх в Берлине стал обладателем бронзовой медали в метании копья. 